# Serrat del Pi Rodó
El Serrat del Pi Rodó és una muntanya de 708 metres que es troba al municipi de les Masies de Roda, a la comarca d'Osona.